# Crna dama (album)
Crna dama je drugi album grupe Smak, objavljen 1977. godine. Album je sniman i miksovan u "Morgan" studijima u Londonu tokom aprila 1977. godine. PGP RTS je reizdao ovaj album na CD formatu 2006. godine.

## Spisak pesama
1. Crna dama - 3:31
2. Stvar ljubavi - 5:06
3. Domaći zadatak - 7:35
4. `Alo - 4:01
5. Tegoba - 6:42
6. Daire - 3:36
7. Plava pesma - 4:27

## Članovi grupe
- Radomir Mihajlović Točak: gitara
- Boris Aranđelović: glas
- Zoran Milanović: bas
- Miodrag Miki Petkovski: klavijature
- Slobodan Stojanović Kepa: bubnjevi i udaraljke

## Ostalo
- Producent: Martin Levan
- Snimatelj: Dejv Haris
- Asistent: Najdžel Grin
- Dečko za sve: Peri Morgan/Litl Mik
- Ploču rezao Hari Fišer,
- OMOT: Dr Dragan S. Stefanović
- Gudački kvartet "Harmonium Quartet"
  - Prva violina: Pat Naling
  - Druga violina: Džon Najt
  - Viola: Brajan Mak
  - Violončelo: Ben Kenard
  - Udaraljke: Moris Pert